# Francesca d'Orleans (duquessa de Chartres)
Francesca d'Orleans, duquessa de Chartres (Neuilly-sur-Seina 1844 - Castell de Saint Firmin 1925. Princesa de sang de França de la casa dels Orleans amb el tractament d'altesa reial.
Nascuda a Neuilly-sur-Seine, als afores de París, el dia 4 d'agost de 1844. Filla del príncep Francesc d'Orleans i de la princesa Francesca d'Orleans-Bragança, prínceps de Joinville. Neta per via paterna del rei Lluís Felip I de França i de la princesa Maria Amèlia de Borbó-Dues Sicílies i per via materna de l'emperador Pere I del Brasil i de l'arxiduquessa Maria Leopoldina d'Àustria.
Casada l'11 de juny de 1863 a Kingston-on Thames al comtat de Surrey amb el príncep Robert d'Orleans, duc de Chartres, fill del príncep Ferran Felip d'Orleans i de la duquessa Helena de Mecklenburg-Schwerin. La parella tingué cinc fills:
- SAR la princesa Maria d'Orleans, nascuda a Morgan House prop de Richmond al comtat de Surrey el 1865 i morta a Copenhaguen el 1909. Es casà amb el príncep Valdemar de Dinamarca.

- SAR el príncep Robert d'Orleans, nat a Morgan House prop de Richmond al comtat de Surrey el 1866 i mort al Castell de Saint-Firmin el 1885.

- SAR el príncep Enric d'Orleans, nat a Morgan House prop de Richmond al comtat de Surrey el 1867 i mort a Saigon el 1901.

- SAR la princesa Margarida d'Orleans, nada a Morgan House prop de Richmond al comtat de Surrey el 1869 i morta al Castell de la Forest el 1940. Es casà amb el duc de Magenta, Marie Armand Patrice de Macmahon.

- SAR el príncep Joan d'Orleans, nat a París el 1874 i mort a Larache el 1940. Es casà amb la princesa Isabel d'Orleans.

La princesa Francesca morí l'any 1925 al castell de Saint-Firmin a França a l'edat de 81 anys.